# Limba azeră
Limba azeră sau limba azerbaidjană (Azəricə, Azərbaycan dili) este una din limbile turcice și limba oficială a Republicii Azerbaidjan.
Limba azeră este vorbită în Azerbaidjan, Iran, Irak, Georgia, Federația Rusă. După expulzarea populației azere din Armenia ca urmare conflictului armeano-azer, în acest stat cât și în teritoriile ocupate de Armenia în Karabahul de Munte nu a rămas practic niciun vorbitor nativ al limbii azere.
Această limbă, care este vorbită de circa 45-50 milioane de oameni, este numită uneori limba azerbaidjaneză sau limba azeri-turcă. Azerbaidjaneza este o denumire geopolitică, iar azeri-turca este o denumire etnolingvistică a limbii azere.
Azerii din Iran folosesc alfabetul arab, vestigiu al vechii ocupații arabe.
Astăzi, 90,6 % din populația Republicii Azerbaidjan vorbesc limba azeră, care are 4 dialecte:
- Dialectul estic - Quba, Șamaxı, Baku, Muğan și Lənkəran
- Dialectul vestic - Qazax, Qarabağ, Gəncə
- Dialectul nordic - Nuxa și Zaqatala-Qax
- Dialectul sudic - Naxçıvan, Ordubad, İrəvan

Aceste dialecte se deosebesc atât din punct de vedere fonetic, cât și lexical. Limba azeră este apropiată de limba turcă vorbită în Turcia și de limba cumană. Din punct de vedere fonetic, se deosebește prin folosirea largă a vocalei ə în toate pozițiile.
Limba azeră, ca și limba turcă, este o limbă aglutinantă care folosește mai ales desinențele și mai puțin prefixele.

## Scrierea
Istoria scrierii turcice începe cu monumentele Orhon-Enisei (secolul al VII-lea), primele texte în limba azeră fiind scrise într-o variantă a alfabetului arab. Strămoșii poporului azer, selgiukizii, foloseau, începând cu secolul al X-lea, aceste caractere. Cele două poezii ale poetului Həsənoğlu (secolul al XIII-lea), considerate primele texte în limba azeră, sunt scrise cu alfabetul arab. 
Cu toate că acest alfabet nu era potrivit pentru limba azeră, în decurs de aproape o mie de ani toată literatura azeră a fost creată în alfabetul arab. 
O mare parte a populației azere din Iran este obligată să învețe exclusiv în limba persană și practică scrisul în alfabetul arab. Din cauză că azerii din Iran nu au învățat în limba maternă, o mare parte din ei cunosc doar literatura orală în această limbă. 
Limba azeră a fost primul idiom turcic și oriental care a renunțat la caracterele arabe și a trecut la alfabetul latin (1928-1929). În anii 1929-1939, limba azeră se scria în alfabetul latin. Începând cu anii 1939, sub influența lui Stalin, și până în 1991, limba azeră a fost scrisă cu alfabetul chirilic. După obținerea independenței Azerbaidjanului, limba azeră a revenit la scrierea cu alfabetul latin (1991).

## Alfabetul latin
Alfabetul latin al limbii azere a fost completat cu literele ə ı ç ğ ș ö ü.
Alfabetul azer este „fonetic”.
Literele alfabetului azer sunt următoarele:
- a b c ç d e ə f g ğ x h ı i j k q l m n o ö p r s ș t u ü v y z
- A B C Ç D E Ə F G Ğ X H I İ J K Q L M N O Ö P R S Ș T U Ü V Y Z

- vocale anterioare: e, i, ö, ü, ə
- vocale posterioare: a, ı, o, u

Vocala ı se pronunță ca vocala î din limba română.
- ə - vocala "a" englezească din "map"
- ç - "c" din "cioban"
- ğ - "r" franțuzesc din "Paris"
- ö - vocala "ö" nemțească din "Köln"
- ü - "u" franțuzesc din "voiture"
- g - "gh" din "ghiveci'"
- q - "g" românesc din "greu"
- c - "g" românesc din "degeaba'"
- x - "kh" din "Kazakhstan".

## Caracteristici

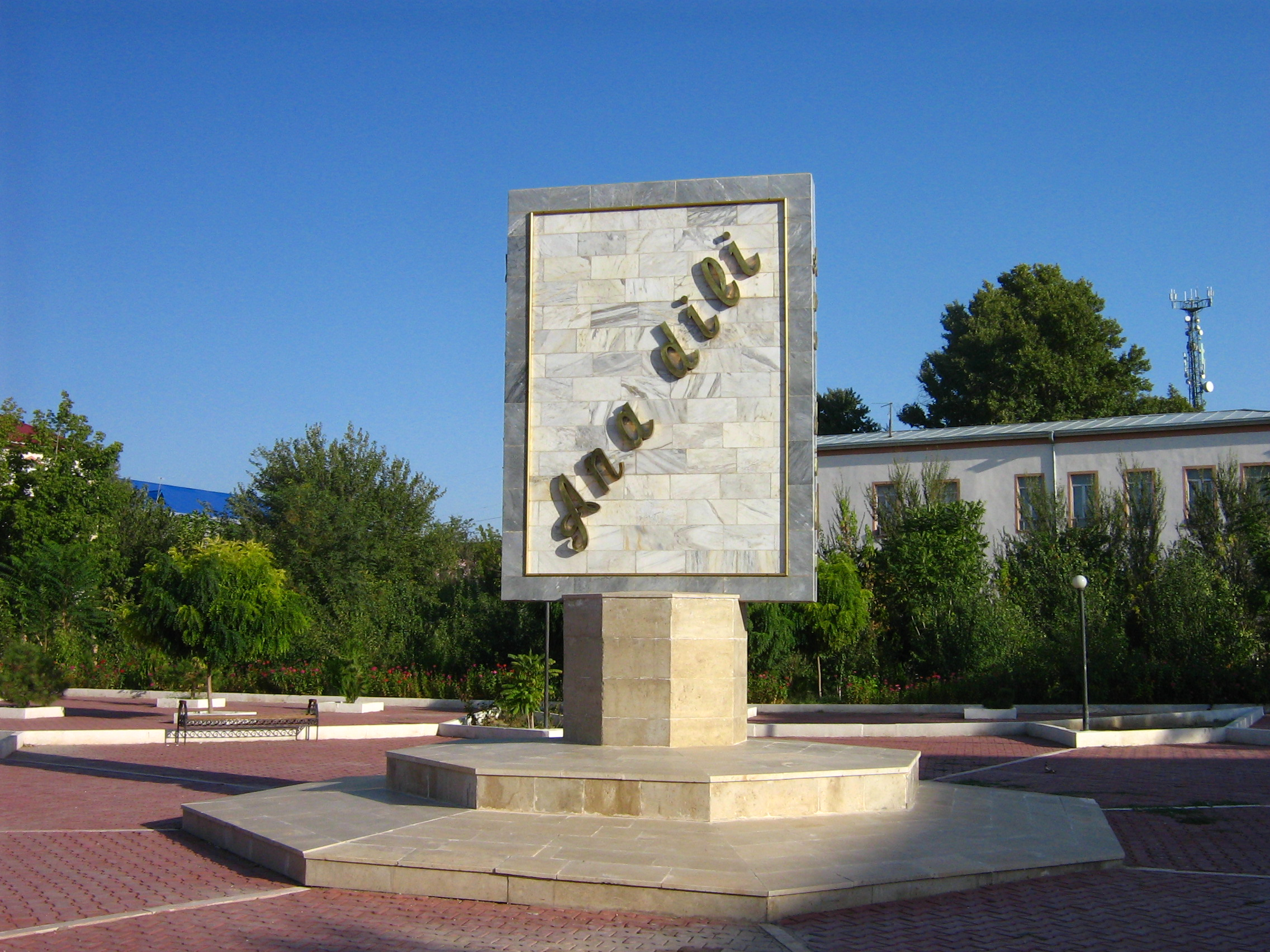
Monument dedicat limbii azere în Naxcivan. Sintagma Ana dili semnifică « limba maternă » în azeră.

Limba azeră are următoarele însușiri:
- este aglutinantă[5], folosește sufixe specifice într-o ordine bine definită;
- are armonie vocalică[6]: vocala din sufix se potrivește cu vocala ultimei silabe din rădăcină: küçə-də (pe stradă), qatar-dan (de pe tren), kənd-ə (spre sat);
- atributul precede substantivul: yaxșı adam (om bun)
- nu există gen gramatical, nici articole;
- ca și în maghiară, semnul pentru plural lipsește în cazul în care se folosește un numeral sau un adverb de cantitate: üç budaq (trei creangă), budaqlar (crengi), neçə budaq var? (câte creangă sunt?);
- nu prea suportă aglomerarea de vocale;
- limba azeră prezintă însușiri de bază asemănătoare sau identice cu alte limbi din familia uralo-altaică și fino-ugrică, precum limba finlandeză, estoniană și limba maghiară. Ordinea sufixelor și potrivirea lor se aseamănă cu cea din limba maghiară.
- azerbaidjana posedă șase cazuri: nominativ, genitiv, dativ, acuzativ, locativ și ablativ. Relațiile dintre cuvinte se creează cu ajutorul sufixelor.

## Lingua franca
Limba azeră a servit de Lingua franca pentru cea mai marea parte a Transcaucaziei (exceptată fiind coasta Mării Negre, în sudul Daghestanului, ·  · , estul Turciei, și Azerbaidjanul Iranian, din secolul al XVI-lea, până în secolul al XX-lea · .